# アリスオーダー
『アリスオーダー』(ALICE ORDER) は、スクウェア・エニックスより配信されていたスマートフォン向けゲームアプリ。サービス期間は2016年1月28日 - 2016年9月30日。ジャンルは「超能力×ミリタリーRPG」。

## 概要
2015年5月28日にiOS、Android用ゲームの新作アプリとして発表。2015年12月22日に事前登録を開始。2016年1月28日より正式サービスを開始。
2016年2月2日には50万ダウンロードを突破した。
2016年9月30日をもってサービスを終了した。

## ストーリー
2020年代に大災害〈日本崩壊（ジャパン・デストラクション）〉に襲われた日本に〈アリス〉と呼ばれる超能力を持った少女達が特殊部隊を作って戦いに身を投じる。

## 登場人物
竜胆 真夏（りんどう まなつ）
声 - 雨宮天
イラスト - huke
アザーサイドの科学者竜胆一彦の一人娘。17歳。
竜胆 真冬（りんどう まふゆ）
声 - 赤﨑千夏
イラスト - huke
真夏の双子の妹。姉と父親を自分のことを見捨てたと憎んでいる。17歳。
久我瀬 なゆ（くがせ　なゆ）
声 - 芹澤優
イラスト - huke
主人公の秘書（ナビゲーター）。14歳。
ドロシー
声 - 東山奈央
イラスト - huke
ESP超能力者の脳を並列的に接続して構築された人工実存。
ブライアン・リード
声 - 伊藤栄次
イラスト - huke
〈ヴェガ・グループ〉のPMSCs部門のコンサルタントを勤める男。
美剣 誠二（みつるぎ せいじ）
声 - 松風雅也
イラスト - TOKIYA SAKBA

マリーヤ・バザロウ
声 - 上坂すみれ
イラスト - せんむ
ブラック・スピアー社に所属する狙撃兵。ロシア人姉妹の姉。18歳。
ニーナ・バザロワ
声 - 上坂すみれ
イラスト - せんむ
ブラック・スピアー社に所属する狙撃兵。ロシア人姉妹の妹。17歳。
ラグナ07
声 - 三上枝織
イラスト - イセ川ヤスタカ
通称「ナナ」。12歳の少女。
芹沢 ハナ
声 - 諸星すみれ
イラスト - しょういん
野生児。10歳の少女。
朱雀門 蘭（すざくもん らん）
声 - 赤﨑千夏
イラスト - スクウェア・エニックス
ツンデレでわがまま気味のお嬢様。15歳。朱雀門家当主の孫娘。
須藤 冴香
声 - 赤﨑千夏
イラスト - ゆしか
16歳の少女。
九鬼谷 ゆま
声 - 津田美波
イラスト - Garuku
14歳の少女。忍者。
九鬼谷 鬼姫
声 - 小岩井ことり
イラスト - Garuku
9歳の少女。忍者。
アイリーン
声 - 三上枝織
イラスト - 石鎚ぎんこ
13歳の少女。隊長と爆弾が大好き。
室戸 すぴか
声 - 遠藤ゆりか
イラスト - _uk
16歳の少女。メガネの委員長。
豊田 有
声 - 東山奈央
イラスト - しょういん
ロリ巫女。
島田 有緒
声 - 津田美波
イラスト - CHAN×CO
16歳の少女。中二病。
武臣 歩望
声 - 大久保瑠美
イラスト - よつ葉
17歳の少女。
村上 輝星
声 - 茅野愛衣
イラスト - huke
17歳の少女。元暴走族で可愛いものが大好き。
仲里 真尋
声 - 赤﨑千夏
イラスト - 石鎚ぎんこ
17歳。男性恐怖症の空手少女。
尾道 南
声 - 井澤詩織
イラスト - スクウェア・エニックス
17歳の少女。
夜刀神 穂乃
声 - 沢城みゆき
イラスト - タイキ
14歳の毒舌少女。
夕凪
声 - 佐倉綾音
イラスト - スクウェア・エニックス
16歳。ツンなメイド忍者。
楊鈴鈴
声 - 上坂すみれ
イラスト - 石鎚ぎんこ
15歳。プライドの高い天才チャイナ娘。
シャーロット・W
声 - 東山奈央
イラスト - タイキ
異世界から来た邪神の娘。
青葉 羽海
声 - 上坂すみれ
イラスト - イセ川ヤスタカ
15歳。懐ゲーが大好きナース女子。
火々樹 悠
声 - 沢城みゆき
イラスト - 前田理想
18歳。姉を探して旅を続ける。
クリス・マードック
声 - 大橋彩香
イラスト - 石鎚ぎんこ
16歳。サムライに憧れる少女兵。
時田 滋（ときだ しげる）
声 - 佐倉綾音
イラスト - ゆしか
15歳。命令に忠実な執事少女。
乃木坂 里奈
声 - 津田美波
イラスト - スクウェア・エニックス

水無瀬 暦
声 - 渕上舞
イラスト - 雅
12歳。隊長に忠誠を誓う寡黙な少女兵。
フランシスカ・D
声 - 井澤詩織
イラスト - じゃいあん
13歳。ナースなゾンビ。
仁視 幸
声 - 山本希望
イラスト - 会帆
12歳。異世界から来た少女。
西沢 麻衣
声 - 芹澤優
イラスト - コダマユウヤ
16歳のネットアイドル。
朱天堂 慶
声 - 沢城みゆき
イラスト - スクウェア・エニックス
20歳。義に生きる鬼の一族。
敷島 魅音
声 - 福圓美里
イラスト - コダマユウヤ
10歳。爆弾解体のエキスパート。
夢路 唯月
声 - 小澤亜李
イラスト - juna
14歳。いつも寝ている天才少女。
杉岡 弓
声 - 福圓美里
イラスト - apapico
15歳。薄幸で自己犠牲を厭わない。
ローラ・M
声 - 小岩井ことり
イラスト - Garuku
邪神に愛される少女。
ジェネシス
声 - 三澤紗千香
イラスト - KWKM
17歳。寡黙な機械化少女。
山内 樹流
声 - 茜屋日海夏
イラスト - 山口カエ
14歳。記憶を失った元破壊工作員。
瀬口 アイカ
声 - 小岩井ことり
イラスト - CHAN×CO
17歳。
北神 キリコ
声 - 小松未可子
イラスト - 雅
戦場で死神と化した少女。
ニルヴァ・ガルム
声 - 花守ゆみり
イラスト - kgr
18歳。異世界の戦闘民族。
オリガ・マルシャーク
声 - 大久保瑠美
イラスト - NIL
18歳。ドMなソルジャー。
グレイス・パーカー
声 - 日高里菜
イラスト - コダマユウヤ
17歳。恋愛小説に憧れる拗らせ少女。
野薔薇 逢里
声 - 東山奈央
イラスト - CHAN×CO
15歳。燃ゆる百合少女。
来訪者(JS)
声 - 諸星すみれ
イラスト - じゃいあん
宇宙から来た女の子。
来訪者(JC)
声 - 諸星すみれ
イラスト - じゃいあん
野望に燃える宇宙少女。
来訪者(JK)
声 - 諸星すみれ
イラスト - じゃいあん
遂に捕らえられた宇宙人。
来訪者(IDOL)
声 - 諸星すみれ
イラスト - じゃいあん
宇宙人アイドル。
ウアサハ
声 - 金元寿子
イラスト - しょういん

冴木杏里
声 - 芹澤優
イラスト - しょういん

冴木美沙
声 - 上坂すみれ
イラスト - しょういん

ナナミ・モロー
声 - 渕上舞
イラスト - スクウェア・エニックス

御子神 沙羅（みこがみ さら）
声 - 渕上舞
イラスト - おぐち

斜森瞳
声 - 大橋彩香
イラスト - スクウェア・エニックス

クラウディア・シャム
声 - 秋奈
イラスト - しょういん

アリーナ・ソマリ
声 - 加隈亜衣
イラスト - しょういん

ヴァネッサ・ボンベイ
声 - 沼倉愛美
イラスト - しょういん

有栖川 みくる
声 - 諸星すみれ
イラスト - しょういん

筒井 和美（つつい かずみ）
声 - 佐倉綾音
イラスト - ふゆの春秋

猿飛 ばなな（さるとび ばなな）
声 - 井澤詩織
イラスト - 石鎚ぎんこ

秋山 真澄（あきやま ますみ）
声 - 三上枝織
イラスト - コダマユウヤ

矢野 透子（やの とうこ）
声 - 大橋彩香
イラスト - 雅

村岡 聖（むらおか ひじり）
声 - 雨宮天
イラスト - しぐま

海堂 さくや（かいどう さくや）
声 - 三上枝織
イラスト - apapico

一条 櫻子（いちじょう さくらこ）
声 - 秋奈
イラスト - 紅葉おろし

武上 奈歩（たけがみ なほ）
声 - 木戸衣吹
イラスト - しぐま

小森 美奈（こもり みな）
声 - 芹澤優
イラスト - フタゴモナド

シンドウ・ハヤ
声 - 上坂すみれ
イラスト - しょういん

レイチェル・フォスター
声 - 田中あいみ
イラスト - SEAL

万丈目綾乃（まんじょうめ あやの）
声 - 井澤詩織
イラスト - コダマユウヤ

クロエ・スチュワート
声 - 広橋涼
イラスト - 紅葉おろし

クレア・ロバーツ
声 - M・A・O
イラスト - 夢之式

ルーシー・ファン
声 - 大坪由佳
イラスト - 鉄人桃子

ユリア・ラパーマ
声 - 沼倉愛美
イラスト - しょういん

ジェニファー・シンガプーラ
声 - 秋奈
イラスト - しょういん

タリヤ・フォールド
声 - 洲崎綾
イラスト - しょういん

龍雪（りゅう しゅえ）
声 - 洲崎綾

クラウディア・シャム
声 - 秋奈
イラスト - しょういん

レア・カール
声 - 秋奈
イラスト - しょういん
ヴァネッサ・ボンベイ
声 - 沼倉愛美
イラスト - しょういん

アリーナ・ソマリ
声 - 加隈亜衣
イラスト - しょういん

眉村 摩耶
声 - 福圓美里
イラスト - SEAL

グレイス・パーカー
声 - 日高里菜
イラスト - コダマユウヤ

レベッカ・ブルマー
声 - 種田梨沙
イラスト - osa

オルガ・シトラス
声 - 早見沙織
イラスト -  saberiii

## スタッフ
- プロデューサー - 岩野弘明
- メインビジュアル - huke
- シナリオ - 七月鏡一
- 音楽 - 林ゆうき
- キャラクターイラスト - huke、石槌ぎんこ、TOKIYA SAKBA、せんむ、イセ川ヤスタカ、しょういん、じゃいあん、apapico、CHAN×CO、睦月堂、Garuku 他